# Коло српских сестара „Босиљка Боса Павловић”
Коло српских сестара „Босиљка Боса Павловић”  налази се у Пожаревцу и делује као женско културно-просветно, патриотско,ванстраначко и хуманитарно друштво основано 1905. године.

## Оснивање
Оснивач и прва председница друштва била је Босиљка Боса Павловић, по женској лози праунука Карађорђа Петровића. Босиљка је са супругом Стојаном, пожаревачким трговцем, изродила три сина и кћер Даницу, мајку Милене Павловић Барили. Данас се Фондација „Миленин дом” и галерија која носи име славне сликарке налази у породичној кући Павловића коју је Даница, у знак сећања на своју ранопреминулу кћер Милену, 1962. године даривала Пожаревцу. Миленина бака Боса, као председница Кола српских сестара у Пожаревцу, на том месту остала је 25 година, све до смрти.

## Деловање
Током Ослободилачких ратова Србије од 1912 до 1918. године, чланице пожаревачког Кола су радиле у привременој војној болници, негујући рањене војнике. После Првог светског рата основале су Дом за заштиту ратне сирочади.
У међуратном периоду, осим помоћи сиромашној деци и старијима, Коло је развијало културне и просветне делатности. Организоване се Светосавске свечаности, а у част и сећање на прву председницу, сваке године о Светом Сави, чланице Кола су даривале једног одличног ученика Пожаревачке гимназије у којој су помогле и оснивање Ђачке дружине „Развитак”. Такође, Коло у Пожаревцу је сарађивало са удружењем "Привредник", на помоћи сиромашним ученицима којима је "Привредник"  обезбеђивао школовање. Познато је да се у оквиру Ергеле "Љубичево", смештене крај реке Мораве у непосредној близини Пожаревца, налазило опоравилитше за сиромашну и болешљиву децу, које су добровољно одржавале чланице Кола српских сестара у Пожаревцу.
У предвечерје Другог светског рата пожаревачко Коло је имало 131 чланицу, које су биле угледне даме из познатих породица. Углед и поштовање Кола српских сестара у грађанском Пожаревцу били су на изузетно високом нивоу, а чланство и рад у Колу сматрали су се посебном чашћу.

## Забрана рада
Колу је два пута у историји био забрањен рад. Најпре 1942. године наредбом од стране немачке окупационе власти, због чега су биле приморане да у ратним годинама наставе да раде под окриљем Црвеног крста у Пожаревцу. Други пут, по ослобођењу, када су нове власти 1947. године желеле да раскрсте са свим што је имало карактер буржоаског и реакционарног, због чега Коло српских сестара у Пожаревцу, а и у целој Србији, пет деценија није деловало.

## Обнова рада
Несрећна дешавања на просторима бивше Југославије била су повод да се обнови њихов рад, најпре у Београду 1990. године, а две године касније и у Пожаревцу. Хумане Пожаревљанке желеле су да помогну унесрећенима у грађанском рату. Од тада, више од четврт века без прекида несебично воде рачуна о избеглима, социјално угроженима, сиромашној деци, вишечланим породицама, самохраним мајкама...
Први Светосавски бал у Пожаревцу организовале су 1993. године, а од тада је традиција, као и Васкршње хуманитарно дружење, концерт „Младост, светлост доброте”. Oд 2008. године  пожаревачко Коло српских сестара организује добротворну, културну манифестацију такмичарског карактера под називом "Стишка посна трпеза", прве недеље Божићног поста.
Данас одбор Кола српских сестара у Пожаревцу има око 40 активних чланица, свих професија. Охрабрује чињеница да је све више млађих добротворки у овом граду, где се чланство у Колу српских сестара сматра се посебном чашћу. Крајем 2017. обележиле су  јубилеј – десет година манифестације „Стишка посна трпеза” . Осим изложбе посних специјалитета, бирала се најукуснија, најоригиналнија и најлепше аранжирана посна трпеза. Сав приход намењен је за куповину школског прибора и уџбеника најсиромашнијим ученицима пожаревачких основних школа, као и једној избегличкој породици.